# Hosszú teju
A hosszú teju (Tupinambis teguixin) a hüllők (Reptilia) osztályába, a pikkelyes hüllők (Squamata) rendjébe és a gyíkok (Sauria) alrendjébe tartozó nagy termetű, szárazföldi gyíkfaj.

## Elterjedése
Amazonas- és az Orinoco-medence, erdők és szavannák.

## Megjelenése
80–100 centiméter nagyságú. Általában sárgásbarna testét szabálytalan, fekete keresztsávok és közöttük elszórt, kicsi, barnásfekete vagy fekete foltok tarkítják. A felnőtt példányok idővel egyre sötétebb színűek lesznek. Hosszú és erős lábaival gyorsan fut (a fiatalok csak a hátsó lábaikon is tudnak futni).

## Életmód
Tápláléka emlősökből, madarakból, tojásokból, hüllőkből, kétéltűekből, ízeltlábúakból, növényzetből áll. Nappali életmódot folytat. Hosszú, vastag farkát védekezéskor ostorként használja. A varánuszokhoz hasonlóan a nagy Tupinambis-fajok is ragadozók. Bármilyen alkalmas méretű élő állatot elfogyasztanak, de megeszik a madár- és a kajmántojásokat, valamint a dögöt is.